# 名探偵エヴァンゲリオン
『名探偵エヴァンゲリオン』（めいたんていエヴァンゲリオン）は、『新世紀エヴァンゲリオン』を原作とした ブロッコリーによる推理アドベンチャーゲーム。PlayStation 2用ゲームソフトとして、2007年1月18日に通常版と特装版とプレミアムBOXの3バージョンで発売された。当初は2006年11月22日発売予定であったが、同年10月に発売日が12月14日に延期され、さらに同年11月には発売日が翌年の2007年1月18日に再度延期された。
基本的にはコマンド選択式のアドベンチャーゲームであるが、各ステージ内には3Dアクションゲームが組み込まれており、一部では音楽ゲームも盛り込まれている。ストーリーは「セカンドインパクト」や「人類補完計画」について語られるなど原作を踏襲する部分も多いが、「『虫歯治療』と称して初号機が白衣を着る」「ボウリングピン形の目標を破壊するのに弐号機を球にして初号機がそれを投げる」「ゲンドウが関西弁を喋る」「シンジとカヲルが全裸で殴り合う」といったコミカルな要素が多く取り入れられている。また、『ウルトラマン』『ジョジョの奇妙な冒険』『踊る大捜査線』など、本編中では他作品のパロディも多く含まれている。

## あらすじ
西暦2015年、第3新東京市で怪奇な事件が続出していた。その犯行は「死徒」と呼ばれる正体不明の生物によって行なわれていた。その事件を目撃していた少年・シンジは父が司令官を務める特務機関「ネルフ」の特命捜査官に任命された。彼の使命は「擬態した死徒」という疑いを持たれた周囲の人物の無実を明らかにすること、そしてエヴァンゲリオン初号機のパイロットとして死徒を殲滅することである。

## ステージリスト
- 第一章「死徒、襲来」
- 第二章「音を奏でし者」
- 第三章「明日か、来日」
- 第四章「静止した山の中で」
- 第五章「法廷の中心でアイを叫んだけもの」
- 最終章「渚」

## 登場人物
ここでは本ゲーム内での特色を説明する。
碇シンジ
声 - 緒方恵美
ネルフの特命捜査官。気弱だが頭脳明晰で全世界共通の模擬試験で1位になったこともある（試験内容は迷宮入り事件に関するもので、シンジの回答によって3,794件の未解決事件が解決したという）。
綾波レイ
声 - 林原めぐみ
シンジと同じく捜査官。ゲーム冒頭で死徒に襲われるがシンジの助けもあって一命を取り留める。なお原作とは異なりシンジからは最後まで「綾波さん」と敬称で呼ばれ続けられる。
惣流・アスカ・ラングレー
声 - 宮村優子
ドイツから派遣された捜査官。プライドが高く、リーダーとしてシンジとレイを引っ張るものの、的外れな推理を2人に指摘されるなど推理力はあまり高くなく、本編ではシンジのサポート役に回ることになる。
渚カヲル
声 - 石田彰
ネルフの上部機関である「ゼーレ」査察官（ネルフとゼーレは警察と検察の関係に例えられている）。時にはシンジと捜査で協力、また時には法廷で対立することになる。
キール・ローレンツ
声 - 麦人
「死徒審判」と呼ばれる特別法廷の裁判官。シンジたちに「死徒」の疑いをかけられ、それを否定すべくゴーグルを外すシーンがある（その顔は明らかにされていない）。
葛城ミサト
声 - 三石琴乃
ネルフ作戦部長兼学校教員（本ゲームではネルフ職員たちは教員も兼務している）。原作同様、エヴァンゲリオン戦闘指揮官として死徒と戦っていくが、本ゲームでは唯一シンジたちの敵となり、直接シンジと対決するというシナリオがある。また、父の形見であった「クロスペンダント」に秘められたエピソードが披露されている。本作品においてテレビ版のオープニングテーマ『残酷な天使のテーゼ』の替え歌である『残虐な変死のガーゼ』を披露する描写があるが、かなりの音痴である。
碇ゲンドウ
声 - 立木文彦
ネルフ司令。息子・シンジの能力を見込んで捜査官に任命する。自らが死徒であると疑いがかけられた際も冷静な表情を崩すことなく、無実を証明しようとするシンジに「お前を信じている」と激励する。ストーリー内で殺害されてしまう。
冬月コウゾウ
声 - 清川元夢
ネルフ副司令。ゲンドウ亡き後のネルフを取り仕切ることになる。シンジから電車賃や新聞代をもらったり、シンジたちに飲み物を奢ろうとしたが小銭が無いことに気付くなど、原作には無いやりとりがある。
加持リョウジ
声 - 山寺宏一
ネルフ情報部所属。ストーリー内でエヴァに圧死されてしまう。後に、物語における重大な情報を持ったモノをミサトに託す。
赤木リツコ
声 - 山口由里子
ネルフ技術部所属。対死徒用の新兵器も開発する。ストーリー後半ではキーパーソンの一人となる。
鈴原トウジ
声 - 関智一
シンジのクラスメートの熱血少年。フォースチルドレンに選ばれエヴァ参号機のパイロットとなるが、エヴァ殺人事件の犯人として疑われる。
相田ケンスケ
声 - 岩永哲哉
シンジのクラスメート。ネルフの捜査官であるシンジに好奇心を抱く。
洞木ヒカリ
声 - 岩男潤子
シンジのクラスメート。教師殺人事件の第一発見者となり、死徒として疑われる。
大井サツキ
声 - 山本麻里安
外国語担当教員。MAGIシステム、カスパーの担当オペレーター。
阿賀野カエデ
声 - 清水愛
家庭科担当教員。MAGIシステム、バルタザールの担当オペレーター。
最上アオイ
声 - 堀江由衣
MAGIシステム、メルキオールの担当オペレーター。事故で視力を落とした過去を持つ。本編中では一言も喋らない。
日向マコト
声 - 優希比呂
ネルフのオペレーター。本編中では、死徒の捜索中にもかかわらずミサトの体重やスリーサイズを調べようとするなどの奇行に走ることがある。
青葉シゲル
声 - 子安武人
ネルフのオペレーター。死徒の捜索のためなら始末書覚悟で無断でMAGIにアクセスするなどの行動をとる。
伊吹マヤ
声 - 長沢美樹
ネルフのオペレーター。リツコに疑いがかけられた際に彼女を庇うシーンがあるなど、このゲームでもリツコに対する憧れの気持ちは健在。
葛城ヒデアキ
声 - 小川真司
ミサトの実父、通称「葛城博士」。15年前のセカンドインパクト時に死亡したとされていた。原作に登場するミサトの父には名前の設定がないため、「ヒデアキ」というのは本作品オリジナル設定。

## エヴァンゲリオン
汎用人型決戦兵器・人造人間。本ゲーム内においては死徒に対してはパレットガンやプログレッシブナイフなどの武器は使わず、素手で戦う（例外的に武器を使用するステージもあり）。原作とは異なり、アンビリカルケーブルが無く、活動限界という設定が無い。また、第壱中学校の音楽室内で零号機が戦うなど、明らかにサイズがおかしい場面も存在する。
- エヴァンゲリオン初号機 - 搭乗者は碇シンジ。プレイヤーは初号機を操作し、死徒と戦う。このゲーム内でもシンクロ率400%を超えてしまい、シンジはL.C.L.化してしまう。
- エヴァンゲリオン零号機 - 搭乗者は綾波レイ。本ゲーム内では、青色の改良型は存在しない。
- エヴァンゲリオン弐号機 - 搭乗者は惣流・アスカ・ラングレー。リツコが開発した新兵器により、初号機の「武器」となるステージがある。
- エヴァンゲリオン乙型 - ゲームオリジナル機体。ゼーレ査察官専用のエヴァンゲリオン。搭乗者は渚カヲル。翼が装備されており、飛行が可能。
- エヴァンゲリオン参号機 - 搭乗者は鈴原トウジ。四号機、量産機を殺した死徒と疑われる。
- エヴァンゲリオン四号機 - アメリカで造られたエヴァンゲリオン。死徒によって殺される。
- エヴァンゲリオン量産機（五〜十号機） - 諸刃の剣を武器にする白いエヴァンゲリオン。死徒によって全滅する。

## 死徒
本ゲームオリジナルの敵で、原作における「使徒」に相当する。見境なく人間を殺す連続殺人者。原作の「使徒」とは、姿、能力は（一体を除いて）それぞれ全く異なっている。通常は人間に化けるなどして潜伏しているが、シンジの推理によって正体が明らかになるとエヴァンゲリオンと戦うことになる。
アダム、リリス、リリン（カヲル曰く）以外の死徒には「第3使徒サキエル」のような番号と天使の名は付けられていない。死徒の数は原作と同じ（一部例外あり）17体だが、本ゲームではアダムとリリスは17体のうちに含まれていない。ストーリー上では日本国外でも死徒が殲滅されるという展開になるため、原作のようにシンジたちが全ての死徒と戦うというわけではない。

## 漫画
特別読みきり名探偵エヴァンゲリオン前編・後編が『月刊少年エース』2006年12月号と2007年1月号にそれぞれが掲載された。原作GAINAX・カラー、ストーリー原案 ブロッコリー/平松正樹、漫画は水清十朗。